# Alcorconazo
Se conoce como «Alcorconazo» al partido de ida de los dieciseisavos de final de la edición 2009-10 de la Copa del Rey entre el A. D. Alcorcón y el Real Madrid C. F., que resultó en victoria del equipo alcorconero por 4-0.

## Origen
El partido de ida recibió este nombre debido a la derrota por goleada del Real Madrid, uno de los clubes más grandes del fútbol español y del mundo, ante un modesto equipo del Alcorcón que entonces militaba en la Segunda División B.

### Contraste entre Real Madrid y Alcorcón
Los dos clubes en pugna contaban con un apoyo financiero significativamente diferente. Los salarios anuales de la plantilla del Alcorcón sumaban menos de un millón de euros, frente a los 110 millones de euros que cobraba la plantilla del Real Madrid.
El merengue había gastado 254 millones de euros en nuevos fichajes el verano anterior, de un presupuesto anual de 420 millones de euros en ese momento. El día antes del partido de ida de la eliminatoria comarcal ante el Alcorcón, uno de los patrocinadores corporativos del Madrid regaló a toda la plantilla absoluta coches nuevos por un valor total de 2 millones de euros.
El salario medio anual de un jugador del Alcorcón en aquella época, 36 000 euros, era inferior al que ganaba Cristiano Ronaldo en un día aquella temporada.
En el momento del partido, el Real Madrid Castilla jugaba en Segunda B junto al Alcorcón, y había perdido solo una vez en siete enfrentamientos anteriores entre ambos. Sin embargo, Ronaldo no fue incluido en la convocatoria para el partido, junto con otras estrellas que descansaron. Para colmo de males, los dos goleadores del Alcorcón (Borja Pérez y Ernesto Gómez) eran excanteranos del Real Madrid.

## Ficha del partido
| 1          | Guardameta     | Juanma               |     |
| 24         | Defensa        | Nagore               |     |
| 18         | Defensa        | Íñigo López          |     |
| 20         | Defensa        | Borja Gómez          |     |
| 16         | Defensa        | Fernando Béjar       | 75' |
| 17         | Centrocampista | Rubén Anuarbe        |     |
| 10         | Centrocampista | Sergio Mora          |     |
| 8          | Centrocampista | Rubén Sanz           |     |
| 11         | Centrocampista | Ernesto Gómez        | 63' |
| 14         | Delantero      | Diego Cascón         |     |
| 22         | Delantero      | Borja Pérez          | 81' |
| Entrenador | Entrenador     | Juan Antonio Anquela |     |

| 13         | Guardameta     | Jerzy Dudek          |     |
| 2          | Defensa        | Álvaro Arbeloa       |     |
| 21         | Defensa        | Christoph Metzelder  |     |
| 18         | Defensa        | Raúl Albiol          |     |
| 15         | Defensa        | Royston Drenthe      |     |
| 6          | Centrocampista | Mahamadou Diarra     |     |
| 24         | Centrocampista | Esteban Granero      | 61' |
| 14         | Centrocampista | Guti                 | 45' |
| 23         | Centrocampista | Rafael van der Vaart |     |
| 11         | Delantero      | Karim Benzema        |     |
| 7          | Delantero      | Raúl                 | 71' |
| Entrenador | Entrenador     | Manuel Pellegrini    |     |

| 21 | Centrocampista | Jérémy Lempereur | 63' |
| 19 | Defensa        | Carmelo Yuste    | 75' |
| 9  | Delantero      | Sergio Bravo     | 81' |

| 5  | Centrocampista | Fernando Gago       | 45' |
| 12 | Centrocampista | Marcelo             | 61' |
| 17 | Delantero      | Ruud van Nistelrooy | 71' |

| Anotado           | 16' | Borja Pérez    | 1:0 |
| Anotado · Autogol | 22' | Álvaro Arbeloa | 2:0 |
| Anotado           | 39' | Ernesto Gómez  | 3:0 |
| Anotado           | 53' | Borja Pérez    | 4:0 |

| Amonestado | 7'    | Nagore      |
| Amonestado | 52'   | Íñigo López |
| Amonestado | 90+1' | Juanma      |

| Amonestado | 43' | Guti             |
| Amonestado | 61' | Raúl Albiol      |
| Amonestado | 77' | Mahamadou Diarra |

| Árbitro             | Javier Turienzo Álvarez                  |
| Árbitros asistentes | Luis Cote Sáez Aurelio Asensio Rodríguez |
| Cuarto árbitro      | Rubén Gómez González                     |

| 1          | Guardameta     | Juanma               |     |
| 24         | Defensa        | Nagore               |     |
| 18         | Defensa        | Íñigo López          |     |
| 20         | Defensa        | Borja Gómez          |     |
| 16         | Defensa        | Fernando Béjar       | 75' |
| 17         | Centrocampista | Rubén Anuarbe        |     |
| 10         | Centrocampista | Sergio Mora          |     |
| 8          | Centrocampista | Rubén Sanz           |     |
| 11         | Centrocampista | Ernesto Gómez        | 63' |
| 14         | Delantero      | Diego Cascón         |     |
| 22         | Delantero      | Borja Pérez          | 81' |
| Entrenador | Entrenador     | Juan Antonio Anquela |     |

| 13         | Guardameta     | Jerzy Dudek          |     |
| 2          | Defensa        | Álvaro Arbeloa       |     |
| 21         | Defensa        | Christoph Metzelder  |     |
| 18         | Defensa        | Raúl Albiol          |     |
| 15         | Defensa        | Royston Drenthe      |     |
| 6          | Centrocampista | Mahamadou Diarra     |     |
| 24         | Centrocampista | Esteban Granero      | 61' |
| 14         | Centrocampista | Guti                 | 45' |
| 23         | Centrocampista | Rafael van der Vaart |     |
| 11         | Delantero      | Karim Benzema        |     |
| 7          | Delantero      | Raúl                 | 71' |
| Entrenador | Entrenador     | Manuel Pellegrini    |     |

| 21 | Centrocampista | Jérémy Lempereur | 63' |
| 19 | Defensa        | Carmelo Yuste    | 75' |
| 9  | Delantero      | Sergio Bravo     | 81' |

| 5  | Centrocampista | Fernando Gago       | 45' |
| 12 | Centrocampista | Marcelo             | 61' |
| 17 | Delantero      | Ruud van Nistelrooy | 71' |

| Anotado           | 16' | Borja Pérez    | 1:0 |
| Anotado · Autogol | 22' | Álvaro Arbeloa | 2:0 |
| Anotado           | 39' | Ernesto Gómez  | 3:0 |
| Anotado           | 53' | Borja Pérez    | 4:0 |

| Amonestado | 7'    | Nagore      |
| Amonestado | 52'   | Íñigo López |
| Amonestado | 90+1' | Juanma      |

| Amonestado | 43' | Guti             |
| Amonestado | 61' | Raúl Albiol      |
| Amonestado | 77' | Mahamadou Diarra |

| Árbitro             | Javier Turienzo Álvarez                  |
| Árbitros asistentes | Luis Cote Sáez Aurelio Asensio Rodríguez |
| Cuarto árbitro      | Rubén Gómez González                     |

## Resultados
| Local ida | Resultado global | Local vuelta | Ida | Vuelta |
| --------- | ---------------- | ------------ | --- | ------ |
| Alcorcón  | 4-1              | Real Madrid  | 4-0 | 0-1    |

## Legado
Esta derrota fue noticia deportiva de primera plana en toda Europa, siendo portada en publicaciones británicas, francesas, e italianas.
También marcó un ascenso a relativa prominencia para el club suburbano de Madrid; en lo que pudo o no haber sido una coincidencia, Alcorcón comenzó un importante proyecto de renovación del estadio el mes siguiente.
La sustitución de Guti en el descanso cuando el marcador era 3-0 y cuando había sido amonestado previamente fue otro de los temas en la prensa española por el intercambio de palabras entre el jugador y su entrenador, Manuel Pellegrini.
El partido generó superstición y el número del día 4-0, 27 de octubre de 2009, (27 109) fue uno de los billetes de lotería más vendidos en la Navidad de 2009.

## Partido de vuelta
El Real Madrid ganó el partido de vuelta en el Santiago Bernabéu, pero el Alcorcón avanzó con una victoria global de 4-1 a la siguiente ronda.